# Український тлумачний словник
Український тлумачний словник (раніше видавався під назвою «Великий тлумачний словник сучасної української мови») — тлумачний словник української мови, створений під керівництвом засновника видавництва «Перун» Вячеслава Бусела. Останнє видання словника містить близько 250 тисяч слів.
Словник став лавреатом конкурсу «Книжка року 2001» в номінації «Енциклопедія».

## Історія видання
У 2001 році з'явилося перше видання словника, яке містило 175 тис. слів та мало назву «Великий тлумачний словник сучасної української мови». У 2002-му, 2003-му та 2004-му роках це видання перевидавали з тим же ISBN, аж поки у виданні 2005 року, яке все одно мало те ж саме ISBN, словник не розширили до 250 тис. слів. Це видання, з 250 тис. слів, було перевидано в 2007-му й 2009-му роках, під тією ж назвою та з тим же ISBN, аж поки у 2016 році, до 25-річчя видавництва «Перун», словник не було перевидано з новим ISBN та новою назвою — «Український тлумачний словник».

## Онлайн версія
У вересні 2017 року HTML-версія «Великого тлумачного словника сучасної української мови» стала доступна на сайті slovopedia.org.ua.
У січні 2020 року відсканована PDF-версія «Великого тлумачного словника сучасної української мови» стала доступна в електронній бібліотеці «Україніка», яка належить Національній бібліотеці України ім. В. І. Вернадського.

## Видання
- 1-ше видання:
  - Великий тлумачний словник сучасної української мови : Близько 170 000 слів / укл. та гол. ред. В'ячеслав Бусел. — Київ ; Ірпінь : Перун, 2001. — 1440 с. — ISBN 966-569-013-2.
  - Великий тлумачний словник сучасної української мови : Близько 170 000 слів / укл. та гол. ред. В'ячеслав Бусел. — Київ ; Ірпінь : Перун, 2002. — 1428 с. — ISBN 966-569-013-2.
  - Великий тлумачний словник сучасної української мови : Близько 170 000 слів / укл. та гол. ред. В'ячеслав Бусел. — Київ ; Ірпінь : Перун, 2003. — 1427 с. — ISBN 966-569-013-2.
  - Великий тлумачний словник сучасної української мови : Близько 170 000 слів / укл. та гол. ред. В'ячеслав Бусел. — Київ ; Ірпінь : Перун, 2004. — 1440 с. — ISBN 966-569-013-2.
- 2-ге видання:
  - Великий тлумачний словник сучасної української мови : Близько 250 000 слів / укл. та гол. ред. В'ячеслав Бусел. — Київ ; Ірпінь : Перун, 2005. — 1728 с. — ISBN 966-569-013-2.
  - Великий тлумачний словник сучасної української мови : Близько 250 000 слів / укл. та гол. ред. В'ячеслав Бусел. — Київ ; Ірпінь : Перун, 2007. — 1736 с. — ISBN 966-569-013-2.
  - Великий тлумачний словник сучасної української мови : Близько 250 000 слів / укл. та гол. ред. В'ячеслав Бусел. — Київ ; Ірпінь : Перун, 2009. — 1736 с. — ISBN 966-569-013-2.
  - Український тлумачний словник : Близько 250 000 слів / укл. та гол. ред. В'ячеслав Бусел. — Київ ; Ірпінь : Перун, 2016. — 1692 с. — ISBN 978-966-569-304-8.[2] (До 25-річчя видавництва «Перун».)

## Критика

### Копіювання 135 тис. словникових статей із СУМ-11
Коли у 2001 році у видавництві «Перун» з'явився «Великий тлумачний словник сучасної української мови», він десь на 75 % базувався на матеріалах одинадцятитомного «Словника української мови» (роки видання — 1970—1980, скорочено — СУМ-11): усі 135 тис. тлумачень було скопійовано без змін, хоча дещо переглянуто відверто заполітизовані тлумачення й деякі неточності.
У 2001 році співробітник Інституту української мови НАН України професор Василь Німчук у своєму виступі під час презентації першого видання цього словника його укладачем та головним редактором В'ячеславом Буселом на 3-му Київському міжнародному книжковому ярмарку «Книжковий світ-2001» повідомив, що працівники Інституту української мови НАН України здійснили експертний аналіз презентованого словника, і наведені в ньому тлумачення слів повністю збігаються з тлумаченнями, поданими у виданому Інститутом мовознавства Академії наук України в 1970-ті — 1980-ті роки словнику СУМ-11. Єдина відмінність — відсутність ілюстративного матеріалу, тобто прикладів.
Бусел не став спростовувати висунуте Німчуком звинувачення у тому, що дефініції слів у «Великому тлумачному словнику сучасної української мови» збігаються з дефініціями СУМ-11, а натомість доводив, що це нормальна практика — використовувати слова з попередніх словників.

### Конфлікт зі СЛОВНИК.UA
З липня 2006 року по жовтень 2010 року HTML-версія «Великого тлумачного словника сучасної української мови» (ВТССУМ) була доступна на сайті «СЛОВНИК.UA», який, однак, мусив припинити роботу як тлумачний словник, після викупу матеріалів ВТССУМ російською компанією ABBYY та юридичний тиск на нього (хоча приблизно 75 % ВТССУМ було скопійовано з іншого словника української мови — СУМ-11, авторські права на який належать державі Україна, оскільки СУМ-11 було створено Національною академією наук України, за кошти українських платників податків).
З жовтня 2011 року до літа 2017 року HTML-версія ВТССУМ була доступна на сайті Lingvo.ua, що належить російській компанії ABBYY.
Улітку 2017 року вміст сайту Lingvo.ua було замінено перенаправленням на сайт lingvolive.com, який також належить компанії ABBYY (цей сайт станом на 2022 рік був доступним на території України, незважаючи на те, що діяльність російської корпорації ABBYY заборонена в Україні санкціями РНБО проти Росії, за розв'язання Російсько-української війни у 2014 році).